# Pachydota punctata
Pachydota punctata là một loài bướm đêm thuộc phân họ Arctiinae, họ Erebidae.